# Sonja Frey
Sonja Frey (født 22. april 1993 i Wien) er en østrigsk håndboldspiller, som spiller for Hypo Niederösterreich og Østrigs kvindehåndboldlandshold. Hun har tidligere spillet for Team Esbjerg og Herning-Ikast Håndbold i den danske liga.

## Karriere

### Klubhold
Frey startede hendes ungdomskarriere for WAT Fünfhaus fra 2001 til 2003 og derefter MGA Fivers. I 2012, skrev hun kontrakt med den tyske storklub Thüringer HC, med hvem hun vandt det tyske mesterskab i 2013, 2014, 2015 og 2016 og DHB-Pokal i 2013. I sæsonen 2016/17 skiftede hun til den franske ligaklub Cercle Dijon Bourgogne. I sommeren 2017 skiftede hun til hovedstadsklubben Issy Paris Hand, senere Paris 92. Siden sæsonen 2019/20, spillet for de danske mester i Team Esbjerg.

### Landshold
Hun fik debut på det østrigske A-landshold i september 2009, og deltog ved VM i Kina, tre måneder efter sin debut, som 16-årig. I 2011, vandt hun bronze med det østrigske U-19-landshold, ved U/19-EM 2011 i Holland. Hun var turneringens næstmest scorende spiller, med 63 mål.